# Alba Chrétien-Vaguet
Pour les articles homonymes, voir Chrétien (homonymie).
Pour l'artiste lyrique français, voir Albert Vaguet.
Alba Chrétien-Vaguet, née à Paris le 8 mars 1872 et morte à Pau le 28 février 1963, est une cantatrice falcon (soprano) française de l'Opéra de Paris.

## Biographie
Albertine Marie Chrétien est née à Paris le 8 mars 1872. Elle épouse Albert Vaguet, ténor de l'Opéra de Paris, le 30 juin 1894 à Paris.
Premier prix au Concours de piano du Conservatoire de Paris en 1890
Ils chanteront à la Société des Concerts du Conservatoire de Paris et à l'Opéra jusqu'en 1903 pour Albert et 1904 pour Alba.
Elle meurt à Pau, le 28 février 1963.